# Fed Cup 2010 – zóna Evropy a Afriky
Zóna Evropy a Afriky je jednou ze tří oblastních zón Fed Cupu.

## 1. skupina
- Místo: Complexo de Tenis do Jamor, Lisabon, Portugalsko
- Povrch: tvrdý (v hale)
- Datum: 3. - 6. února

16 týmů bylo rozděleno do čtyř skupin po 4 družstvech. 4 vítězové skupin bojovali o 2 volná místa v baráži o Světovou skupinu II. Týmy, které ve skupinách skončily na posledních místech, spolu hrály o udržení.[nedostupný zdroj]

### Skupiny
|    | skupina A        | SLO | NIZ | IZR | BUL |
| 1. | Slovinsko (2-1)  |     | 2-1 | 2-1 | 1-2 |
| 2. | Nizozemsko (2-1) | 1-2 |     | 3-0 | 2-1 |
| 3. | Izrael (1-2)     | 1-2 | 0-3 |     | 2-1 |
| 4. | Bulharsko (1-2)  | 2-1 | 1-2 | 1-2 |     |

|    | skupina B         | ŠVÝ | RUM | CHOR | POR |
| 1. | Švýcarsko (3-0)   |     | 2-1 | 3-0  | 3-0 |
| 2. | Rumunsko (2-1)    | 1-2 |     | 2-1  | 2-1 |
| 3. | Chorvatsko (1-2)  | 0-3 | 1-2 |      | 2-1 |
| 4. | Portugalsko (0-3) | 0-3 | 1-2 | 1-2  |     |

|    | skupina C      | ŠVE | MAĎ | DÁN | LOT |
| 1. | Švédsko (3-0)  |     | 3-0 | 2-1 | 2-1 |
| 2. | Maďarsko (2-1) | 0-3 |     | 2-1 | 2-1 |
| 3. | Dánsko (1-2)   | 1-2 | 1-2 |     | 2-1 |
| 4. | Lotyšsko (0-3) | 1-2 | 1-2 | 1-2 |     |

|    | skupina D                 | RAK | V.B. | BLR | BaH |
| 1. | Rakousko (3-0)            |     | 3-0  | 2-1 | 3-0 |
| 2. | Velká Británie (2-1)      | 0-3 |      | 2-1 | 3-0 |
| 3. | Bělorusko (1-2)           | 1-2 | 1-2  |     | 3-0 |
| 4. | Bosna a Hercegovina (0-3) | 0-3 | 0-3  | 0-3 |     |

### Play-off
- Zápasy se konaly 6. února 2010

| Umístění       | Vítězný tým | Výsledek | Poražený tým        |
| -------------- | ----------- | -------- | ------------------- |
| o 1.-4. místo  | Švédsko     | 3-0      | Rakousko            |
| o 1.-4. místo  | Slovinsko   | 3-0      | Švýcarsko           |
| o 5.-8. místo  | Nizozemsko  | 2-1      | Velká Británie      |
| o 5.-8. místo  | Rumunsko    | 2-1      | Maďarsko            |
| o 9.-12. místo | Izrael      | 2-1      | Dánsko              |
| o 9.-12. místo | Bělorusko   | 2-1      | Chorvatsko          |
| o udržení      | Bulharsko   | 2-1      | Portugalsko         |
| o udržení      | Lotyšsko    | 3-0      | Bosna a Hercegovina |

- Švédsko a Slovinsko postoupily do baráže Světové skupiny II.
- Portugalsko a Bosna a Hercegovina sestoupily do 2. skupiny pro rok 2011.

## 2. skupina
- Místo: Orange Fitness & Tennis Club, Jerevan, Arménie
- Povrch: antuka (venku)
- Datum: 28. dubna - 1. května
- Týmy:  Arménie,  Finsko,  Gruzie,  Jihoafrická republika,  Liechtenštejnsko,  Lucembursko,  Norsko,  Řecko

8 týmů bude rozděleno do dvou skupin. Vítězové skupin hrají o postup proti týmům umístěným na druhých místech skupin. Týmy, které skončí ve skupinách na čtvrtých místech automaticky sestoupí do 3. skupiny pro rok 2011.

### Skupiny
|    | skupina A |
| 1. |           |
| 2. |           |
| 3. |           |
| 4. |           |

|    | skupina B |
| 1. |           |
| 2. |           |
| 3. |           |
| 4. |           |

## 3. skupina
- Místo: Smash Tennis Academy, Káhira, Egypt
- Povrch: antuka (venku)
- Datum: 21. - 24. dubna
- Týmy:  Alžírsko,  Egypt,  Irsko,  Malta,  Moldavsko,  Maroko,  Turecko

7 týmů bylo rozděleno do dvou skupin, z nichž vítězové se utkali v play-off s celky na druhých místech o dvě volná postupová místa do 2. skupiny pro rok 2011.

### Skupiny
|    | skupina A       | TUR | EGY | MOL |
| 1. | Turecko (2-0)   |     | 3-0 | 3-0 |
| 2. | Egypt (1-1)     | 0-3 |     | 3-0 |
| 3. | Moldavsko (0-2) | 0-3 | 0-3 |     |

|    | skupina B      | MAR | ALŽ | IRS | MAL |
| 1. | Maroko (3-0)   |     | 3-0 | 3-0 | 3-0 |
| 2. | Alžírsko (2-1) | 0-3 |     | 2-1 | 2-1 |
| 3. | Irsko (1-2)    | 0-3 | 1-2 |     | 3-0 |
| 4. | Malta (0-3)    | 0-3 | 1-2 | 0-3 |     |

### Play-off
- Zápasy se konaly 24. dubna 2010

| Umístění      | Vítězný tým | Výsledek | Poražený tým |
| ------------- | ----------- | -------- | ------------ |
| o postup      | Maroko      | 2–0      | Egypt        |
| o postup      | Turecko     | 3–0      | Alžírsko     |
| o 5.-6. místo | Irsko       | 2–1      | Moldavsko    |

- Týmy Maroka a Turecka postoupily do 2. skupiny pro rok 2011.